# جوني سترايك
جوني سترايك (بالإنجليزية: Johnny Strike)‏ (6 يونيو 1948 - 10 سبتمبر 2018)؛ كاتب، مغن مؤلف، مغني وروائي أمريكي.

## روابط خارجية
- جوني سترايك على موقع ميوزك برينز (الإنجليزية)
- جوني سترايك على موقع ديسكوغز (الإنجليزية)